# Haltichella perpulcra
Haltichella perpulcra is een vliesvleugelig insect uit de familie bronswespen (Chalcididae). De wetenschappelijke naam is voor het eerst geldig gepubliceerd in 1861 door Walsh.